# Odwrotne rozpraszanie Comptona
Odwrotne rozpraszanie Comptona – zderzenie elektronu o wysokiej energii z fotonem o niskiej energii, w wyniku którego elektron przekazuje część swojej energii fotonowi. Zjawisko to znajduje praktyczne zastosowanie przy wytwarzaniu wiązek promieniowania o wysokiej energii lub schładzaniu elektronów. W astrofizyce uważa się je za mechanizm powstawania promieniowania X oraz gamma np. po wybuchach supernowych, wskutek zderzeń wysokoenergetycznych elektronów pochodzących z gwiazdy z fotonami mikrofalowego promieniowania tła.
Odwrotne rozpraszanie Comptona jest w zasadzie takim samym zjawiskiem jak efekt Comptona, lecz zwykło się rozróżniać te zjawiska.
Istnieje wymuszona wersja tego zjawiska (wymuszone rozpraszanie Comptona), w której zderzenie elektronu z fotonem zachodzi w obecności wiązki fotonów, które wymuszają stan końcowy fotonu po rozproszeniu, tj. ściśle określają jego pęd i energię.